# Lambert Ringlage

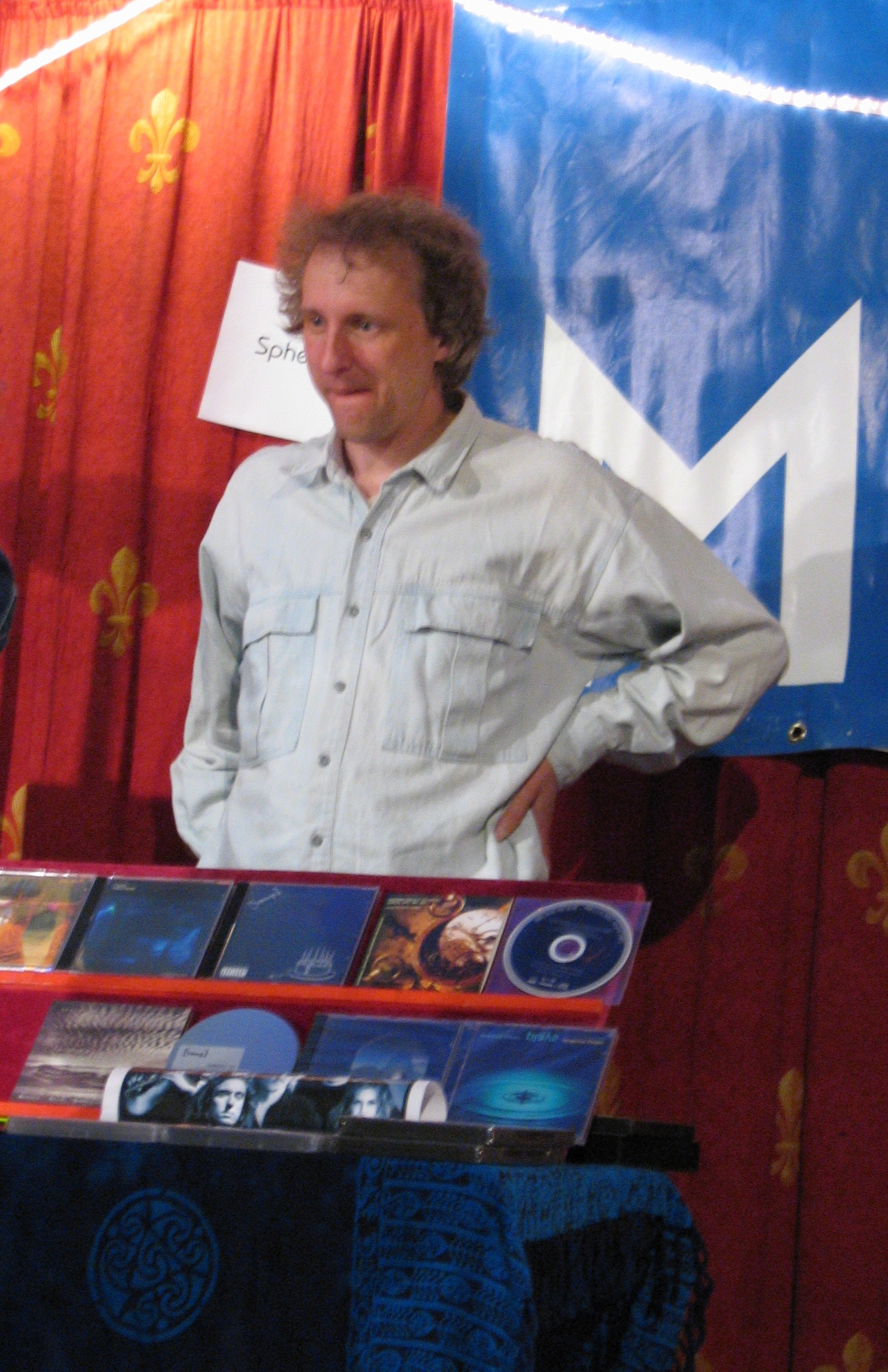
Lambert Ringlage, 2007

Lambert Ringlage oder kurz Lambert ist ein deutscher Musiker aus Essen, der elektronische Musik komponiert und spielt. 
Er studierte Sozialpädagogik und kam 1982 mit Synthesizern in Berührung. Nach einigen Aufnahmen, die über Cassetten vertrieben wurden, folgten Liveauftritte. Die erste CD erschien 1991 auf dem eigens gegründeten Label Spheric Music. Lambert spielt eine Musik, die stark an Tangerine Dream erinnert, er ist folglich ein Anhänger der Berliner Schule. Neben diversen Soloaufnahmen hat Lambert auch Aufnahmen mit anderen Musikern wie Stephen Parsick, Palantir u. a. veröffentlicht.

## Diskografie
- 1988: Timeless Vision (mit Jiannis)
- 1989: Atmosdepth
- 1990: Dreaming
- 1990: Pearls
- 1991: Inside Out
- 1993: Mirror of Motions
- 1995: Trancesession (mit Stephen Parsick)
- 1995: Dimensions of Dreams
- 1997: Finis Terrae (mit Palantir)
- 2000: Essential
- 2003: Hypnosphere – Within the Whirl (mit Alien Nature)
- 2007: Hypnosphere – Magnetism (mit Alien Nature)
- 2014: Lambert
- 2014: Hypnosphere – Timedrift (mit Alien Nature)
- 2015: Drachenreise (feat. Gandalf)
- 2023: Bon Courage (feat. Johannes Schmoelling)